# Plena uruguaya
La plena uruguaya es un ritmo que fusiona la plena puertorriqueña con otro ritmos de la salsa. La plena en Uruguay tuvo una adaptación rítmica dando como resultado la llamada plena danza. A diferencia de la plena en Puerto Rico, el gimbalero toca el charleston marcando el compás y el timbal. 

## Intérpretes
- Américo Young
- Fabián Delgado
- Charly Sosa
- Coco Echagüe
- Gerardo Nieto
- Luana Persíncula
- Jonatan Suárez

## Grupos
- Combo Camagüey
- Conjunto Casino de Uruguay
- Chikano Uruguay
- Chocolate Latino
- El Desakato
- Karibe con K
- KGB Uruguay
- L'Auntentika
- La Nueva Escuela
- La Deskarga
- La 424
- La Furia
- La Cumana
- La Revancha Uruguay
- Los Pikantes
- Los Fatales
- Monterrojo
- Nietos del futuro
- NG
- Pal Bailador
- Sonora Palacio
- Sonora Cumanacao
- Sonora Borinquen
- Sonido Cotopaxi